# Krishnarajasagara
Krishnarajasagara (in hindī कृष्णराजसागर) è una città dell'India di 8.510 abitanti, situata nel distretto di Mandya, nello stato federato del Karnataka. In base al numero di abitanti la città rientra nella classe V (da 5.000 a 9.999 persone).

## Geografia fisica
La città è situata a 12° 26' 12 N e 76° 22' 58 E e ha un'altitudine di 790 m s.l.m..

## Società

### Evoluzione demografica
Al censimento del 2001 la popolazione di Krishnarajasagara assommava a 8.510 persone, delle quali 4.329 maschi e 4.181 femmine. I bambini di età inferiore o uguale ai sei anni assommavano a 946, dei quali 476 maschi e 470 femmine. Infine, coloro che erano in grado di saper almeno leggere e scrivere erano 5.696, dei quali 3.181 maschi e 2.515 femmine.